# Xenos hunteri
Xenos hunteri är en insektsart som först beskrevs av Pierce 1909.  Xenos hunteri ingår i släktet Xenos och familjen stekelvridvingar. Inga underarter finns listade i Catalogue of Life.